# Luise Rainer
Luise Rainer (12 tháng 1 năm 1910 – 30 tháng 12 năm 2014) là một nữ diễn viên điện ảnh người Áo – Mỹ sinh ra ở Đức. Bà là người đầu tiên giành nhiều giải Oscar và là người đầu tiên đoạt giải này hai năm liên tiếp. Tại thời điểm bà qua đời, bà là nữ diễn viên sống lâu nhất đã nhận được một giải Oscar.
Bà đoạt Tượng vàng Nữ diễn viên chính xuất sắc nhất với phim The Great Ziegfeld (1936) và phim The Good Earth (1937). 

## Tiểu sử
Luise Rainer sinh ngày 12 tháng 1 năm 1910 tại thành phố Wien, Áo. Tuy nhiên, một số nguồn tài liệu khác lại cho rằng quê hương của bà là thành phố Düsseldorf, Đức. Luise Rainer bắt đầu sự nghiệp diễn xuất khi còn là một thiếu niên dưới sự chỉ đạo của đạo diễn Max Reinhardt người Áo và xuất hiện trong một số bộ phim của điện ảnh Đức.